# Église Saint-Martin de Martigny
Pour les articles homonymes, voir Église Saint-Martin.
L'église Saint-Martin de Martigny est un édifice catholique qui se dresse sur le territoire de l'ancienne commune française de Martigny, dans le département de la Manche, en région Normandie.
L'église est partiellement inscrite aux monuments historiques.

## Localisation
L'église Saint-Martin est située dans le bourg de Martigny, commune intégrée à Grandparigny en 2016, dans le département français de la Manche.

## Description
La nef est couverte d'une charpente en bois du XVIe siècle due à la générosité des Gosselin, seigneurs de Martigny à la Renaissance.

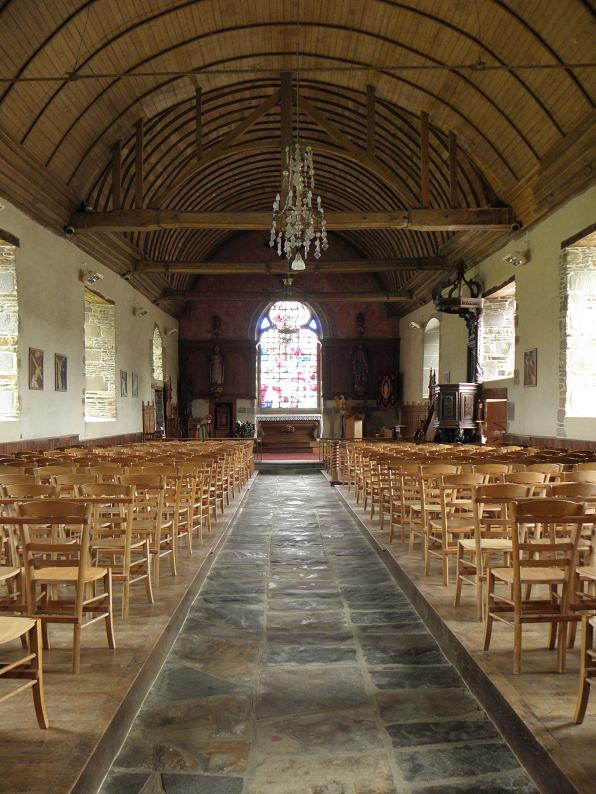
La nef et sa voûte en berceau.

## Protection aux monuments historiques
La voûte en berceau de la nef est inscrite au titre des monuments historiques par arrêté du 6 décembre 1939.

## Mobilier
L'église abrite diverses œuvres classées au titre objet aux monuments historiques en 1908 dont un beau vitrail de la Parenté de la Vierge daté de 1550 avec dans le registre supérieur : au centre, sainte Anne, la Vierge et l'Enfant Jésus ; à gauche, les trois maris de sainte Anne, Joachim, Jacob, Salomon ; à droite, les époux des trois Marie, Joseph, Alphée, Cléophas ; dans le registre intermédiaire : Marie Salomé et Marie Jacobé, les demi-sœurs de Marie, et leurs enfants, Jacques le Mineur, Joseph le Juste, Simon, Jude, Jacques le Majeur, Jean l'évangéliste ; et dans le registre inférieur : les donateurs, le chanoine Robert Gosselin, Jean Gosselin et son fils Joachim, seigneurs de Martigny, qui firent faire le chevet de l'église en 1549, ainsi qu'une Vierge à l'Enfant (XVIe siècle), et une chaire à prêcher (XVIIe siècle).
Sont également conservés un maître-autel (XVIIe siècle), un lutrin (XVIIIe siècle), et un chemin de croix (XXe siècle) peint par l'abbé André Lecoutey (XXe siècle).